# Alemanha Ocidental nos Jogos Olímpicos de Verão de 1976
A Alemanha Ocidental competiu nos Jogos Olímpicos de Verão de 1976, realizados em Montreal, Canadá.